# 耐火砖

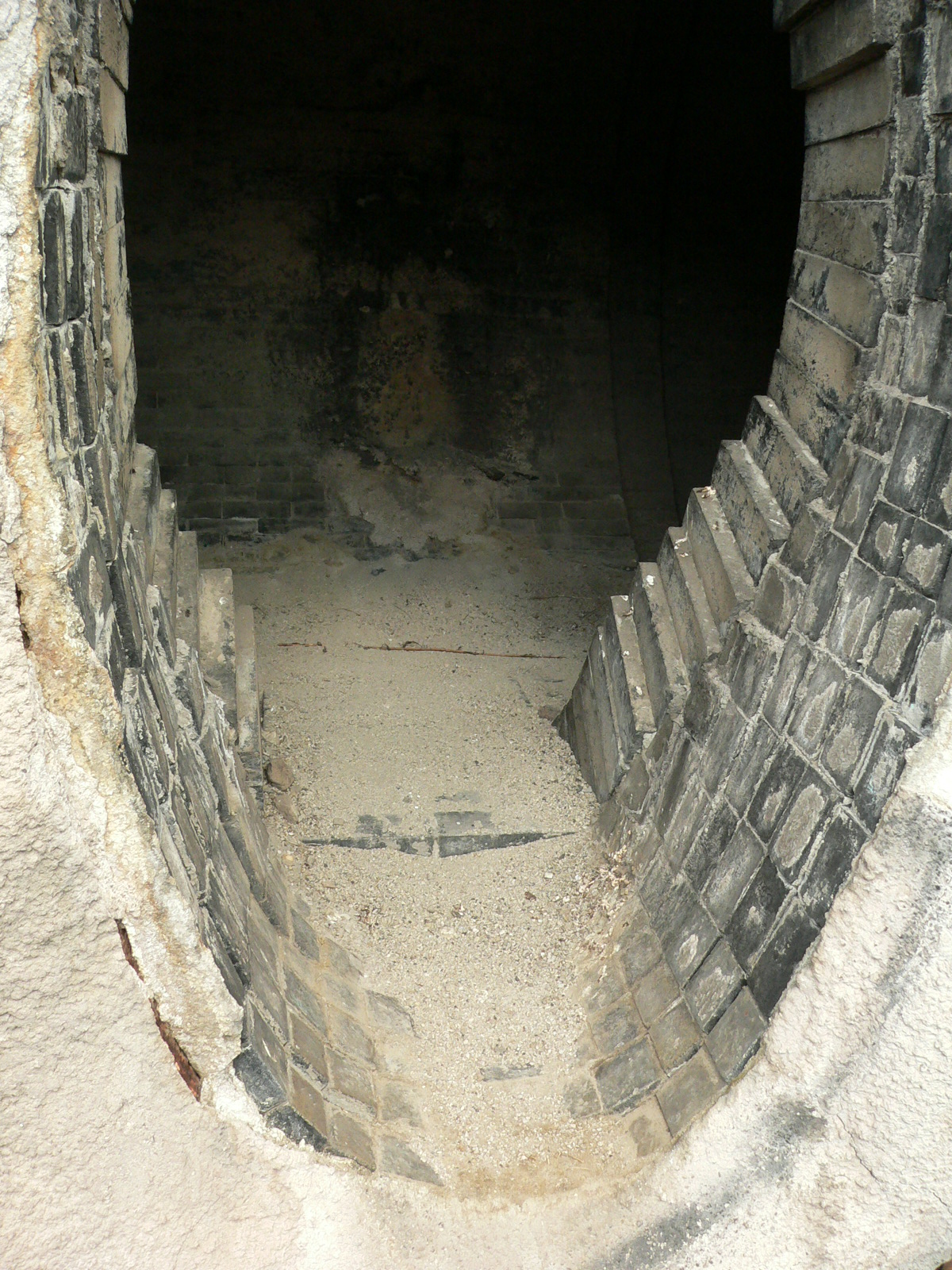
牽引鐵水魚雷車中的耐火砖

耐火砖，又称火砖，是由耐熱陶瓷材料製作的砖，形状跟普通建筑用砖类似，因此常用于建筑窑炉和各种热工设备。耐火砖一方面在高溫下不會有化學變化，一般也是熱傳導較差的材料。通常緻密的耐火砖會用在一些有極端機械應力、化學應力及熱應力的條件下，例如燃燒木材的窯或爐，容易因木材而磨損，沾附灰分或爐渣，而且又是高溫的條件。若是其他較不嚴苛的條件下，例如電窯或天然氣窯，使用更多孔隙的“窯磚”會是較好的選擇。窯磚較脆弱，但也比較輕，較容易成形，而且隔熱效果比厚磚要好。不論是什麼情形下，窯磚或耐火砖都不能在快速溫度變化時有剝落的情形，其強度也需保持一定程度。

## 製造
在製造耐火砖時，會將耐火土在窯中燒製成陶瓷，有時也會上釉。耐火砖的尺寸有兩種，分別是9×41⁄2×3英寸（229×114×76）及9×41⁄2×21⁄2英寸（229×114×64）.。 也有較小片的耐火砖，厚度只有一半，常用在木火爐及壁爐中。較小片的耐火砖的尺寸多半是9×41⁄2×11⁄4英寸（229×114×32）.。美國的耐火砖是在密苏里州圣路易斯的埃文斯和霍华德耐火砖有限公司製造，再運送到美國各地及加拿大。

## 成份
耐火砖含有氧化鋁的成份，最高可以到50-80%，相對的，矽含量較少。

## 高溫應用
含二氧化矽的耐火砖可以用在煉鋼爐中，溫度最高可到1648°C (3000°F)，這個溫度可以熔化許多的陶瓷，甚至耐火砖也會熔化一部份。航天飞机隔热系统中用的高溫表面絕熱瓦（HRSI）也是用相同的材料製成，用在航天飞机的隔热層中。
非鐵金屬的冶煉會用鹼性的耐火砖，因為這種耐火砖會持續的熔解酸性的含矽熔渣。最常用的耐火砖是鉻-菱鎂礦或是菱鎂礦-鉻的耐火砖（依其中菱鎂礦及鉻鐵礦的比例而定）。

## 低溫應用
許多材料都可以用來作為較低溫的耐火砖，氧化鎂常作爐的內裡，含矽耐火砖是爐及垃圾焚化爐中最常見的內裡。內層的內裡一般會用來作為牺牲件，可以用高含鋁的耐火砖來加長內層可以承受的時間。耐火砖在開始使用後常會在內層上面看到裂痕，這表示初次使用時需要多一些伸縮縫，不過現在內層已作為伸縮縫使用，只要不影響結構的完整性，這其實沒有什麼問題。有高抗蚀性的碳化矽是垃圾焚化爐及火化炉常用的內裡。紅色的耐火砖則會用來作烟囱和燃木烤炉。

## 外部連結
- 認識耐火材料PMF-IFM0301.pdf
- CN102924104A - 一种耐火砖及其制作方法 - Google Patents